# Rlogin
rlogin est une commande Unix de la famille des commandes R (initiale de remote : « à distance » en anglais) qui permet d'ouvrir une session à distance sur une autre machine de type Unix, via TCP sur le port 513.

## Utilisation
Une des utilisations majeures de la commande rlogin est de se connecter à une machine Unix, en fournissant un identifiant, puis un mot de passe. On a alors accès à la machine, en ligne de commandes :
```
 
# rlogin ''machine distante''

```

Si le mot de nom d'utilisateur est différent :
```
 
# rlogin ''machine distante'' -l ''nom de l'utilisateur''

```

## Défaut de sécurité
Normalement, les utilisateurs doivent fournir un code d'accès et un mot de passe valable sur la machine locale avant de pouvoir se connecter. Le concept de machine hôte de confiance repose sur le fait que les utilisateurs qui appellent à partir d'une machine hôte de confiance ne sont pas obligés de fournir un mot de passe. Quoique pratique, ce concept est dangereux vis-à-vis de la sécurité du système. De plus la confiance est transitive en ce sens que si la machine A fait confiance à la machine B et que B fait de même pour la machine C, alors un utilisateur sur C peut effectuer un rlogin sans mot de passe vers B, puis un autre rlogin, toujours sans mot de passe, vers A et ce, même si A ne fait pas explicitement confiance à la machine hôte C.